# Ilamatepec
L'Ilamatepec (també anomenat com a Santa Ana) és un volcà està situat al Departament de Santa Ana, al Salvador, Amèrica Central.
Les seves últimes erupcions van ocórrer el 1920 i el 1904. Té una altura de 2.381 metres sobre el nivell del mar i és un dels punts més alts del país.
Forma part de la serralada d'Apaneca, regió productora de cafè a uns 65 quilòmetres a l'oest de San Salvador.
Les principals activitats de la regió són l'agricultura i un incipient turisme.
Des d'agost de 2005 ha presentat l'activitat típica de molts volcans prèvia a una erupció i s'estima que aquesta podria arribar abans de finals de 2005. En mig d'aquesta activitat, l'1 d'octubre el volcà va expulsar cendra i roques. Així mateix, una allau d'aigua calenta va començar a descendir del cràter matant almenys dues persones i forçant l'evacuació de la zona de San Blas.

## Erupcions
S'han enregistrat erupcions del volcà Ilamatepec els anys 1520, 1521, 1524, 1570, 1576, 1621, 1722, 1734, 1874, 1878, 1879, 1880, 1882, 1884, 1904 i 1920.